# Unirea Bucovinei cu România
Unirea Bucovinei cu România reprezintă o serie de evenimente politice care au culminat cu votarea în unanimitate de către Congresul General al Bucovinei, pe data de 15/28 noiembrie 1918, a unirii fostului Ducat al Bucovinei cu Regatul României.

## Context

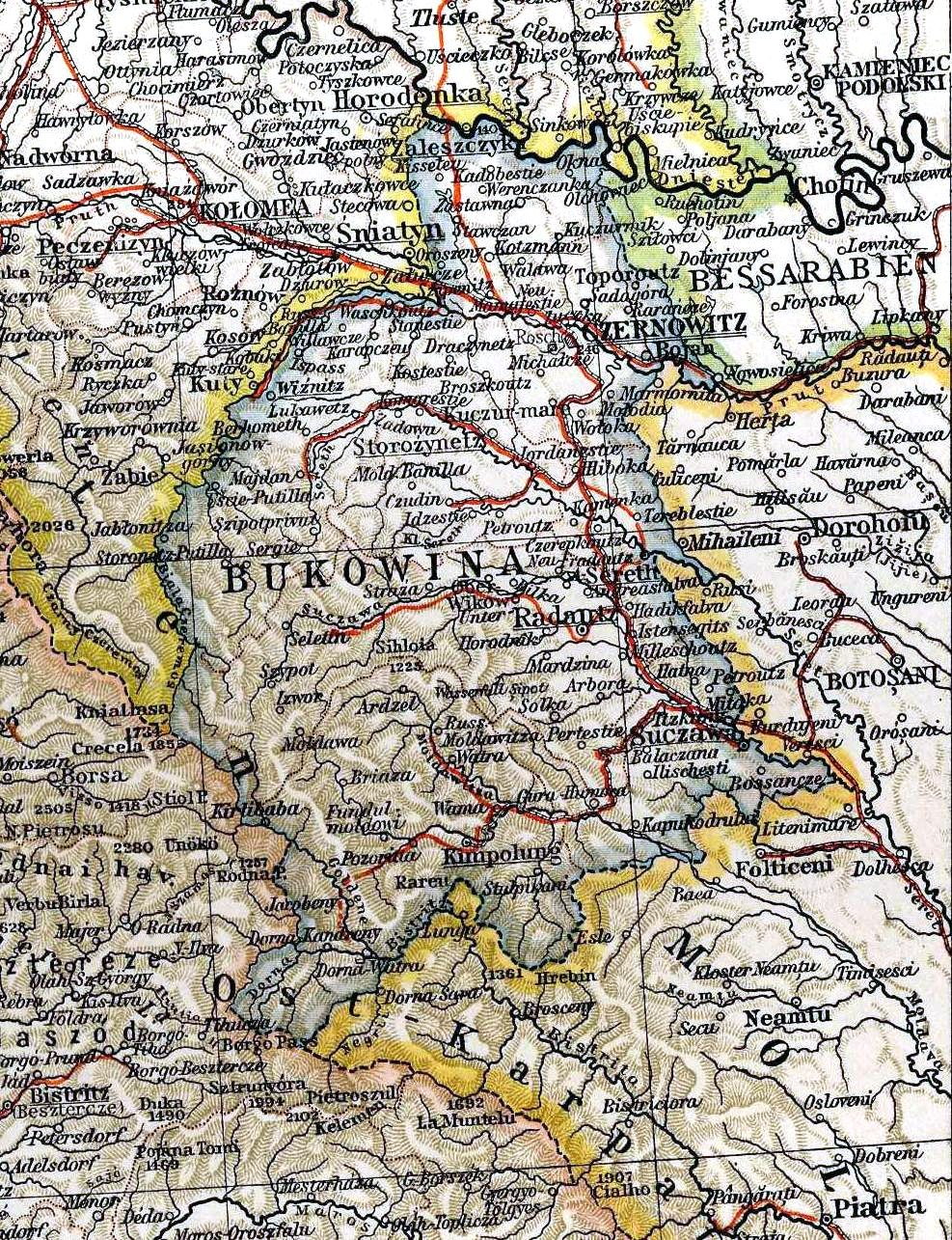
Harta Bucovinei din anul 1901.

Bucovina aparținea Imperiului Habsburgic (austriecilor) din 1774 („de facto”; iar „de jure” în urma convenției dintre turci și austrieci din 26 aprilie/7 mai 1775), când acesta o obținuse prin intermediul mitelor ambasadorului său la Istanbul, Franz Maria Thugut, de la Imperiul Otoman. La 13 februarie 1848, înaintând un memorandum conducerii imperiale vieneze, o delegație a bucovinenilor cere mai multă autonomie în cadrul unirii sub coroana Austriei și crearea unui ducat românesc, iar „împăratul austriac să poată purta și titlul de mare duce al românilor”, ca o recunoaștere a românității Bucovinei. Astfel, la 4 martie 1849, ei obțin un statut de autonomie a Bucovinei în Imperiul Austriac, iar la titlurile imperiale ale împăratului Franz Josef se adăugă și acela de Mare Duce al Bucovinei. Este creată Dieta ducatului Bucovinei, care se întrunește pentru prima oară la 6 aprilie 1861. În cadrul acestei instituții erau reprezentate toate minoritățile, iar românii dețineau majoritatea. Președintele dietei, Eudoxiu Hurmuzachi, devine astfel mareșal al Bucovinei.
În ciuda afluxului de migranți încurajat sub stăpânirea austriacă, românii au continuat să rămână cel mai important grup etnic din provincie până în 1880, când ucrainenii i-au depășit în proporție de 5:4. Conform recensământului din 1880, existau 239.690 de ruteni și huțuli, adică circa 41,5% din populația regiunii, urmați de 190.005 de români, adică 33%, un procent care a rămas neschimbat până la Primul Război Mondial.
Sub stăpânirea austriacă, Bucovina era o provincie relativ mixtă etnic: predominant românească în sud, predominant ucraineană (sau ruteană, așa cum se menționa în înscrisurile din Imperiu) în nord, cu un mic număr de țărani secui, slovaci și polonezi, precum și un procent de târgoveți germani, polonezi și evrei. Recensământul din 1910 a evidențiat 800.198 de persoane, din care: 38,88% ruteni, 34,38% români, 21,24% germani (inclusiv 12,86% evrei), 4,55% polonezi, 1,31% maghiari, 0,08% slovaci, 0,02% sloveni, 0,02% italieni și câțiva croați, țigani, sârbi și turci. Românii erau încă prezenți în toate așezările din regiune, dar numărul lor scăzuse în satele din nord. Mulți dintre germanii bucovineni, precum și câțiva români, emigraseră în secolele al XIX-lea și al XX-lea în America de Nord.
În 4/17 august 1916, Ionel Brătianu stabilește cu Franța, Regatul Unit și Rusia un tratat secret în care se promit României Transilvania, Banatul și Bucovina. De partea lor, Puterile Centrale semnaseră la Brest-Litovsk, în 27 ianuarie/9 februarie 1918, un tratat de pace cu Rusia revoluționară, prin care aceasta admitea, până la stabilirea unor frontiere definitive, ocuparea, administrarea și exploatarea de către Germano-Austrieci a țărilor baltice, a Poloniei rusești, a Bielorusiei și a Ucrainei, în schimbul unei autonomii parțiale a populațiilor slave din anumite teritorii ale Germaniei și Austriei, anume Poznania, Silezia de sus, Galiția și Bucovina. Acest tratat, ne-recunoscut de Antantă și de România, nu a rămas valid decât timp de câteva luni, deoarece Puterile centrale s-au recunoscut învinse în noiembrie 1918 (Austro-Ungaria pe 3 noiembrie, Germania pe 11).

## Derularea
În decursul lunii noiembrie 1918, la sfârșitul Primului Război Mondial, în timp ce Austro-Ungaria se recunoaște înfrântă pe data de 3 noiembrie, românii și ucrainenii din Ducatul Bucovinei revendică simultan unirea ținuturilor unde erau majoritari, cu Regatul României și, respectiv, cu nou proclamata Republică populară Vest-ucraineană, frontiera fiind în negociere deoarece ambele comunități revendicau orașe importante precum Cernăuți, Rădăuți sau Siret.
Pe 12/25 octombrie 1918, la Cernăuți a fost înființat Comitetul Regional Ucrainean, avându-l președinte pe Omelian Popowicz, cu scopul de a reprezenta Bucovina în Rada Națională Ucraineană. Pe 19 octombrie/1 noiembrie 1918, la Liov (Galiția), Rada Națională Ucraineană a proclamat Republica Populară a Ucrainei Occidentale. Noul stat revendica și partea de nord-vest a Bucovinei, cu orașele Cernăuți, Storojineț și Siret.

Monumentul Unirii din Suceava

În replică, pe 14/27 octombrie 1918, la inițiativa lui Sextil Pușcariu și Iancu Flondor, la Cernăuți a fost convocată o adunare națională română numită „Adunarea Constituantă”, care, sub președinția fruntașului Dionisie Bejan, a ales un Consiliu Național format din 50  membri din toate județele și păturile sociale, avându-l ca președinte pe Iancu Flondor.
Pe 21 octombrie/3 noiembrie, Comitetul Regional Ucrainean a organizat o amplă adunare publică la Cernăuți care a cerut ca Bucovina să fie alipită Ucrainei , revendicând  aproximativ două treimi din teritoriul Bucovinei; pe 24 octombrie/6 noiembrie, a preluat „de facto” puterea în partea ucraineană a Bucovinei, inclusiv în orașul Cernăuți, unde trupele ucrainene au ocupat edificiile publice, în timp ce „de jure” Bucovina era încă sub autoritatea guvernatorului austriac Josef Ezdorf. Cu acest prilej, Palatul Național Român din Cernăuți a fost devastat de militari ucraineni, iar Iancu Flondor și Dionisie Bejan s-au refugiat în clădirea reședinței mitropolitane.
La 24 octombrie/6 noiembrie 1918, comisarii naționali ucrainean Omelian Popowicz și român Aurel Onciul, primul ales de Comitetul Regional Ucrainean, al doilea auto-proclamat „comisar național român”, au semnat un acord cu privire la împărțirea Bucovinei, deși Onciul nu era împuternicit în acest sens de Consiliul Național Român din Bucovina. Guvernul ucrainean a dispus ocuparea Palatului administrativ din Cernăuți de către milițiile ucrainene, iar reprezentanții Radei Naționale Ucrainene l-au somat pe guvernatorul austriac Josef Ezdorf să le predea puterea administrativă în teritoriile ucrainene din Bucovina, precum și în orașul Cernăuți. Guvernatorul a cedat în fața forței și a semnat un proces-verbal prin care trecea puterea administrativă în Bucovina către  Omelian Popowicz și Aurel Onciul, iar Popowicz a fost ales președinte al părții ucrainene a Bucovinei. Omelian Popowicz și Aurel Onciul s-au înțeles să împartă provincia pe baza principiului majorității populației din fiecare comună, iar în Cernăuți au creat un Condominium.
Pentru mai multe detalii, vedeți Lovitura de stat din Ducatul Bucovinei din 6 noiembrie 1918.
Un moment important în desfășurarea evenimentelor l-a constituit sosirea în Cernăuți, la 9 noiembrie, a unui detașament de 180 de militari români, sub comanda sublocotenentului Ilie Lazăr, care făceau parte din regimentul 8 husari, ce era amplasat la Trasciencz-Podolschi, la nord de Tiraspol. Din proprie inițiativă, acesta hotărăște să aducă trupele la Cernăuți și se oferă să sprijine autoritățile române. Detașamentul de soldați români, condus de Ilie Lazăr, s-a deplasat pe jos de la Noua Suliță până în Cernăuți, s-au prezentat profesorului Sextil Pușcariu și au oferit sprijinul lor militar.
Consiliul Național Român a solicitat ajutorul guvernului român de la Iași, în care scop a fost trimis la 2 noiembrie și 5 noiembrie avocatul dr. Vasile Bodnărescu, însă guvernul Alexandru Marghiloman n-a promis decât ajutor în arme. Iancu Flondor i-a trimis, la 5 noiembrie 1918, o telegramă cumnatului său Sever Zotta care era directorul Arhivelor Statului din Iași, rugându-l să intervină la autoritățile române în favoarea intrării trupelor române în Bucovina. Zotta a trimis telegrama, prin intermediul senatorului Alexandru Pilescu, premierului Alexandru Marghiloman. În dimineața zilei de 6 noiembrie primele detașamente de grăniceri și jandarmi români au intrat în orașele Suceava, Gura-Humorului și Câmpulung pentru a restabili ordinea. Premierul Marghiloman l-a informat pe August Demblin, ministrul plenipotențiar al Austriei la București, în legătură cu  solicitarea Consiliului Național Român, adresată  guvernului de la Iași.
Pe 29 octombrie/11 noiembrie, la solicitarea Consiliului Național Român, Divizia 8 Română condusă de generalul Iacob Zadik, din cadrul Corpului 4 Armată, comandat de generalul Nicolae Petala, a intrat în Bucovina, în Cernăuți. „pentru a ocroti viața, avutul și libertatea locuitorilor de orice neam și credință împotriva bandelor de criminali care au început opera lor de distrugere”, conform proclamației generalului Iacob Zadik, care a fost lansată din avion. După 11 noiembrie, unitățile armatei române au trecut râul Prut și au luat sub control întregul teritoriu al Bucovinei, dar și partea de nord-vest a județului Hotin, aflată până atunci sub ocupație austriacă. Este de menționat că România a trimis trupe în Bucovina numai după ce a primit asentimentul Aliaților prin telegrama din 6 noiembrie 1918. Decizia de intrare a trupelor române în Bucovina a fost luată în 6 noiembrie, odată cu demiterea de către rege a guvernului Marghiloman  și înlocuirea sa cu un cabinet prezidat de generalul Constantin Coandă.
Restul trupelor ucrainene au părăsit orașul Cernăuți, fără a trage un singur foc, retrăgându-se spre Galiția unde aveau loc lupte grele între polonezi și ucrainieni (la 9 noiembrie 1918), iar uzurpatorii  și susținătorii lor, care au impus regimul ucrainean, au abandonat puterea și au fugit din Cernăuți.
Primul steag românesc pe turnul Primăriei din Cernăuți a fost ridicat de românul maramureșean Ilie Lazăr.
În ședința din 12 noiembrie a Consiliului Național Român a fost adoptată Legea provizorie asupra puterilor Țării Bucovinei în baza căreia puterea legislativă era exercitată de către Consiliu, iar cea executivă de către un guvern român, constituit în aceeași zi de 12 noiembrie, avându-l în frunte pe Iancu Flondor (și ad interim la justiție), miniștri fiind: Sextil Pușcariu (externe), Dorimedont Popovici (interne), Nicu Flondor (justiție și ad interim la apărare), Gheorghe Sârbu⁠(cs)[traduceți] (agricultură), Radu Sbiera (instrucție publică), Ipolit Tarnavschi (culte), Maximilian Hacman (comerț și industrie), Vasile Marcu (afaceri sociale și ale alimentării publice), Aurel Țurcanu (lucrări publice), Cornel Tarnoviețchi (comunicație, poștă și telegraf), Octavian Gheorghian (salubritate publică).
La 22 noiembrie aproximativ 100 de refugiați bucovineni, în frunte cu profesorul Ion Nistor au revenit la Cernăuți, de la Iași și Chișinău.
La 15/28 noiembrie, Consiliul Național Român convoacă Congresul General al Bucovinei, care s-a ținut în Sala Sinodală (sala de marmură) a Palatului Mitropolitan din Cernăuți sub președinția lui Iancu Flondor, după salutul de rigoare al lui Dionisie Bejan, președintele Consiliului Național. Congresul a votat în unanimitate, cu sprijinul majorității reprezentanților germani și polonezi, unirea cu România:
„După sforțări și jertfe uriașe din partea României și a puternicilor și nobililor ei aliați, s-au întronat în lume principiile de drept și umanitate pentru toate neamurile și când în urma loviturilor zdrobitoare monarhia austro-ungară s-a zguduit din temeliile ei și s-a prăbușit și toate neamurile încătușate în cuprinsul ei și-au câștigat dreptul la libera hotărâre de sine, cel dintâi gând al Bucovinei dezrobite se îndreaptă către Regatul României, de care întotdeauna am legat nădejdile dezrobirii noastre. De aceea, noi, Congresul General al Bucovinei, întrupând suprema putere a Țării și fiind învestit singur cu puterea legiuitoare, în numele suveranității naționale, hotărâm: unirea necondiționată și pentru vecie a Bucovinei în vechile ei hotare, până la Ceremuș, Colacin și Nistru, cu Regatul României.”
Majoritatea reprezentanților ucraineni și evrei bucovineni au refuzat să participe la ședința Congresului General al Bucovinei, pe care îl socoteau nereprezentativ. La Congresul General al Bucovinei au asistat mai mulți oaspeți din Basarabia: Pantelimon Halippa, Ion Pelivan, Ion Buzdugan și Grigore Cazacliu, iar din Transilvania și Ungaria: Gheorghe Crișan, Victor Deleu și Vasile Osvadă.  
Congresul a trimis o telegramă omagială regelui Ferdinand, care este numit „Rege și Domn Liberator și Purtător de grijă al Bucovinei”, rugându-l  să primească sub sceptrul ocrotitor al Majestății sale, Bucovina eliberată. De asemenea, au fost trimise telegrame către puterile Antantei: Franța, Marea Britanie, Statelor Unite  ale Americii și Italiei. După închiderea Congresului, „...un cortegiu impunător a pornit la Primărie. Aici a vorbit dl Iancu Flondor, anunțând alipirea Bucovinei la Patria Mumă. A vorbit apoi primarul orașului [Gheorghe] Șandru, care a anunțat populațiunea că în semn de comemorare piața din fața Primăriei se va numi de astăzi înainte Piața Unirea.”
Iancu Flondor a plecat, apoi, la Iași, în fruntea unei delegații de 15 bucovineni, pentru a duce mesajul Unirii Bucovinei autorităților române.  
Regele Ferdinand a sancționat actul unirii prin decretul nr. 3744 din 18/31 decembrie 1918, publicat în "Monitorul Oficial" nr. 217 din 19 decembrie 1918. Semnatarii actului au fost Regele Ferdinand I și Ion I. C. Brătianu, președintele Consiliului de Miniștri. Prin Decretul-lege nr.3746 din 18/31 decembrie 1918, în funcțiile de miniștri secretari de stat fără portofoliu în guvernul central au fost numiți Iancu Flondor cu reședința la Cernăuți și Ion Nistor cu sediul la București.

### 1919
La începutul anului 1919 începea procesul diplomatic de recunoaștere a făuririi României Mari pe baza unor tratate internaționale. La Conferința de pace de la Paris, chestiunea Bucovinei a fost prezentată și prin audierea lui I. I. C. Brătianu, la 1 februarie 1919, acesta referindu-se la revendicările României asupra Bucovinei. Brătianu a înaintat Consiliului Suprem un memoriu prin care cerea întreaga Bucovină. Totuși, aliații au lăsat această problemă pe mâna unei Comisii de experți condusă de André Tardieu. Părerile au fost împărțițe în Comisie, o parte vrând împărțirea Bucovinei, iar alta dorind ca întreaga Bucovină să rămână României. Prin urmare, chestiunea Bucovinei a fost înaintată unei subcomisii, care a venit cu un verdict în aprilie 1919 și a fost prezentat de Comisia de experți în fața Consiliului Suprem. Frontiera propusă a fost un compromis între cele două puncte de vedere, prin care se dădea României cea mai mare parte a Bucovinei, cu excepția bazinului râului Ceremuș, locuit în majoritate de ucraineni. Decizia graniței a fost adusă la cunoștință delegației române abia în iulie 1919.
Tratatul de pace cu Austria s-a încheiat la Saint-Germain-en-Laye, la 10 septembrie 1919. Referitor la Bucovina, conform articolului 59 din tratat, "Austria renunță în ceea ce o privește, în favoarea României, la toate drepturile și titlurile asupra părții fostului Ducat al Bucovinei cuprinsă dincoace de fruntariile României , astfel cum vor fi fixate ulterior de principalele puteri aliate și asociate", iar conform articolului 60, România consimțea la înscrierea într-un tratat cu principalele puteri aliate și asociate că "vor ocroti în România interesele locuitorilor ce se deosebesc prin rasă, limbă sau religie de majoritatea populației."  
Conform articolului 61, România prelua sarcinile financiare ale fostului Imperiu al Austriei, adică, în speță, și pe cele ale Bucovinei.
Rusia Sovietică nu s-a împăcat cu ideea unirii Basarabiei și Bucovinei cu România și, ca atare, după încheierea tratatelor de la Neuilly, Saint Germain, Trianon și Paris a pus de mai multe ori în discuție unirea acestor provincii cu Țara Mamă.

## Numismatică
Pentru comemorarea a 100 de ani de la unirea Bucovinei cu România, Banca Națională a României, la 29 octombrie 2018, a pus în circuitul numismatic un set de monede (de aur, argint și de tombac cuprat) precum și o monedă de alamă, pentru colecționare. Toate monedele din set cât și cele de alamă sunt de calitate proof. Mondele de aur au valoarea nominală de 100 de lei, cele de argint au valoarea nominală de 10 lei, cele de tombac cuprat au valoarea nominală de un leu, iar cele de alamă au valoarea nominală de 50 de bani. 